# Boxsack

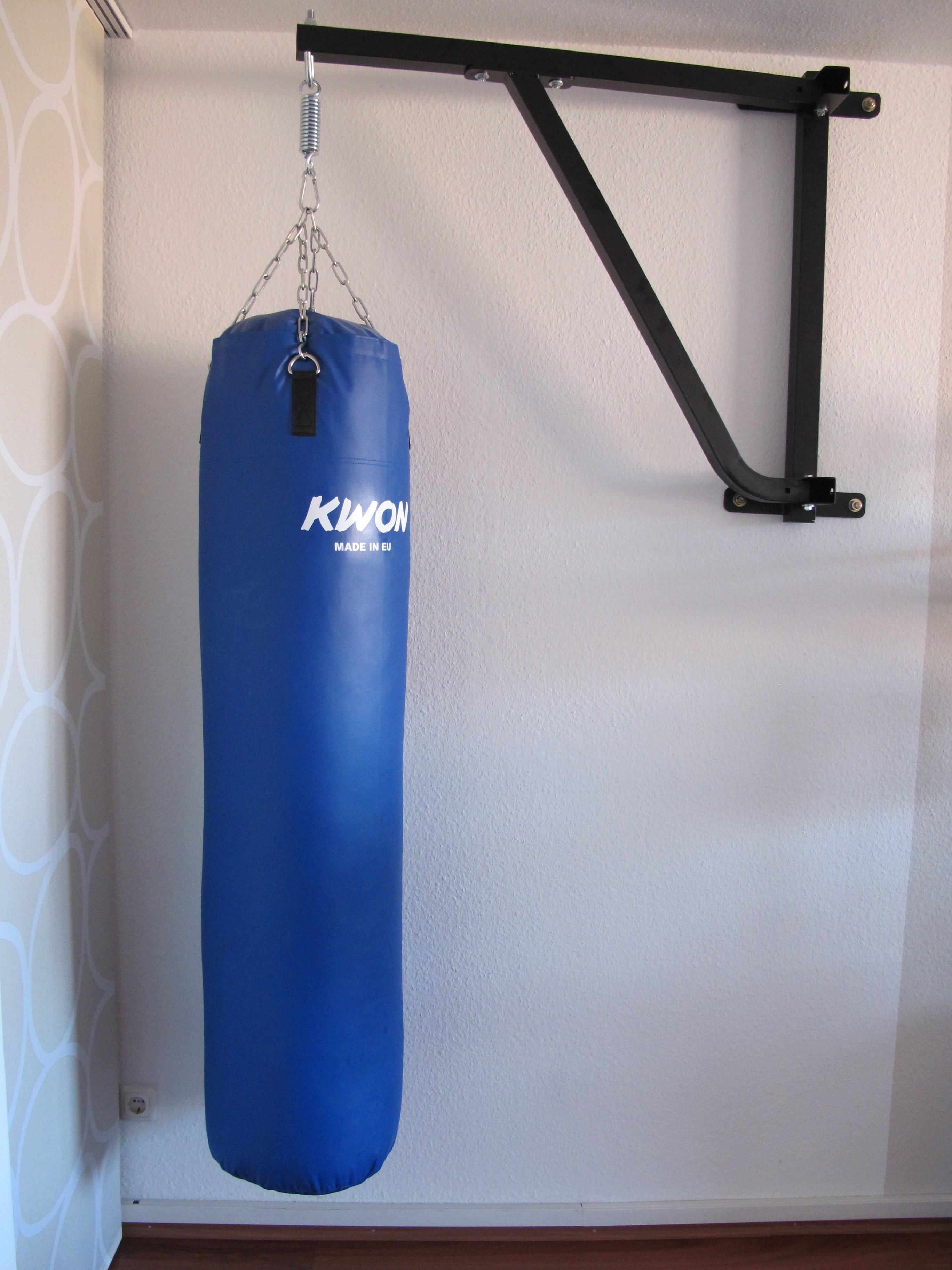
Ein Boxsack mit drehbarer Wandaufhängung

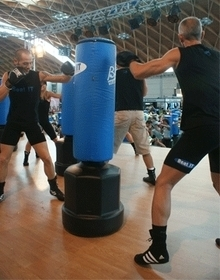
Standboxsack der unbefestigt auf dem Boden steht

Ein Boxsack (umgangssprachlich auch Sandsack) ist ein Trainingsgerät, das von Boxern und anderen Kampfsportlern zum Trainieren der Schlag- und Tritttechniken verwendet wird.

## Aufbau
Boxsäcke sind in der Regel zylindrisch und haben eine Außenhaut aus Leder, Kunstleder oder Nylon. Sie werden mittels einer Kette oder eines Seils an der Raumdecke befestigt.
Standboxsäcke hingegen stehen auf dem Boden, sie sind auf einem Federgestell befestigt, das in einen breiten Standfuß mündet, welcher zur Stabilisierung mit schwerem Material befüllt oder an den Boden geschraubt wird. Trotz der Bezeichnung Sandsack besteht die Füllung normalerweise nicht aus Sand, sondern aus Sägespänen, Getreide, Mais oder speziellem Kunststoffgranulat. Eher selten werden sie mit Stoffresten, Schaumstoff oder anderen Kunststoffen gefüllt, da diese das zum Training nötige Gewicht nicht erreichen.

## Geschichte
Boxsäcke als Trainingsgeräte für Faustkämpfer und Pankratiasten gab es bereits in der Antike. Bei den Griechen hieß der mit Sand (oder auch mit Mehl oder Feigenkernen) gefüllte Sack Korykos (κώρυκος), bei den Römern follis pugilatorius. Er wurde auch als medizinisches Hilfsmittel in der Heilgymnastik eingesetzt.